# 625

## Evenimente
- 23 martie: Bătălia de la Uhud. A fost o confruntare între arabii musulmani și arabii politeiști, încheiată cu victoria arabilor politeiști.

## Nașteri
- 1 martie: Hasan  (d. 669)
- dată necunoscută: Pavel din Eghina  (d. 690)

## Decese
- 25 octombrie: Papa Bonifaciu al V-lea  (n. ?)
- dată necunoscută: Tasso de Friuli  (n. ?)